# Плёплис, Альбинас Ионович
Альбинас Ионович Плёплис (лит. Albinas Plioplys; 15 июля 1913 год, Калвария, Сувалкская губерния, Российская империя — 22 сентября 1973 года, Каунас, Литовская ССР) — директор шёлкового комбината имени П. Зибертаса Министерства лёгкой промышленности Литовской ССР, Каунас. Герой Социалистического Труда (1971). Депутат Верховного Совета Литовской ССР 5 — 7 созывов.

## Биография
Родился в 1913 году в рабочей семье в городе Калвария, Сувалкская губерния. С 1927 года работал на различных предприятиях лёгкой промышленности Литвы. С 1946 года трудился на фабрике «Лима» в Каунасе. Позднее был назначен директором шерстяно-ткацкой фабрики «Дробе». В 1948 году вступил в ВКП(б). За умелое руководством предприятием был награждён в 1950 году Орденом «Знак Почёта».
С 1961 года — директор Каунаского шёлкового комбината имени П. Зибертаса. Вывел комбинат из отстающих в одно из передовых предприятий Литовской ССР. В 1965 году за заслуги в развитии промышленности Литовской ССР награждён Орденом Ленина.
По итогам выполнения производственных заданий Семилетки (1959—1965) комбинат имени П. Зибертаса был награждён Орденом Трудового Красного Знамени. За годы Восьмой пятилетки (1966—1970) фабрика добилась высоких трудовых результатов. Указом Президиума Верховного Совета СССР от 5 апреля 1971 года «за выдающиеся успехи в досрочном выполнении заданий пятилетнего плана и большой творческий вклад в развитие производства тканей, трикотажа, обуви, швейных изделий и другой продукции легкой промышленности» удостоен звания Героя Социалистического Труда с вручением ордена Ленина и золотой медали «Серп и Молот».
Избирался депутатом Верховного Совета Литовской ССР 5—7-го созывов (1959—1971), членом Каунасского горкома и Пожелского райкома Компартии Литвы, депутатом Каунасского городского и Пожелского районного Советов депутатов трудящихся. Делегат XXIV съезда КПСС (1971), нескольких съездов Компартии Литвы.
После выхода на пенсию проживал в Каунасе, где скончался в 1973 году.
Награды
- Герой Социалистического Труда
- Орден Ленина — дважды (01.10.1965; 1971)
- Орден «Знак Почёта» (20.07.1950)
- Почётная Грамота Президиума Верховного Совета Литовской ССР.